# Manny Pacquiao
(Óscar de la Hoya, 6 dicembre 2008, dopo la sconfitta subita nell'incontro con Pacquiao)
Manny Pacquiao, all'anagrafe Emmanuel Dapidran Pacquiao (Kibawe, 17 dicembre 1978), è un politico e pugile filippino.
Inserito nella International Boxing Hall of Fame dal 2025, è considerato uno dei migliori pugili di tutti i tempi, e il primo e unico campione mondiale in otto differenti classi di peso, dove ha vinto dodici titoli iridati, nonché il primo a vincere il campionato lineare in cinque diverse classi. Ha raggiunto il primo posto nella classifica Ring Magazine pound for pound il 9 giugno 2008 dopo che Floyd Mayweather aveva annunciato il suo ritiro. Ha detenuto tale riconoscimento ininterrottamente per 4 anni, sino al giugno 2012.
Soprannominato "Pac-Man", "Fighting Pride of the Philippines" o "Ang Pambansang Kamao" ("Il Pugno Nazionale"), è stato nominato "pugile del decennio" (2000–2010) dalle associazioni Boxing Writers Association of America (BWAA), World Boxing Council (WBC) e World Boxing Organization (WBO). Pacquiao è inoltre vincitore dei premi "pugile dell'anno", assegnato da The Ring e dalla BWAA nel 2006, 2008 e 2009, e "miglior pugile", assegnatogli dalla ESPY nel 2009 e 2011. Il portale BoxRec lo ha nominato il miglior pugile asiatico di tutti i tempi.
È stato lo sportivo più pagato al mondo assieme al professionista di baseball Alexander Rodriguez, con un guadagno annuo di 32 milioni di dollari nel 2011, mentre nel 2015 si è classificato al 2º posto con 160 milioni di dollari.
Oltre al pugilato, Pacquiao è attivo anche nei campi della politica, pallacanestro, televisione, musica e imprenditoria. Dal 2010 al 2016 ha fatto parte del Congresso delle Filippine, come rappresentante della provincia di Sarangani. Secondo le dichiarazioni dei redditi, nel corso dei suoi due mandati è risultato essere il deputato filippino più ricco nonché unico membro del Congresso con un patrimonio netto superiore a un miliardo di pesos. Nel 2016 è stato eletto al Senato, dopo essersi classificato settimo nelle elezioni del 2016. Con la conquista della corona WBO nel novembre 2016 è divenuto il primo senatore in carica, di qualsiasi nazionalità, a vincere un titolo mondiale di pugilato.
Nel 2014 Pacquiao è entrato a far parte della PBA come allenatore-giocatore della franchigia Kia Sorento. Ha debuttato nella lega all'età di 36 anni, giocando 7 minuti di gara nella sua prima partita. In precedenza si era reso eleggibile al Draft PBA 2014, dove è stato selezionato dai Kia Sorento con l'undicesima scelta assoluta, rendendolo il rookie più anziano mai scelto, nonché il giocatore più basso della lega e il primo multi-atleta della PBA. Pacquiao è inoltre fondatore della Maharlika Pilipinas Basketball League, lega semiprofessionistica di pallacanestro. È entrato anche nel mondo delle arti marziali miste, divenendo azionista di minoranza della ONE Championship.

## Biografia

### Vita privata

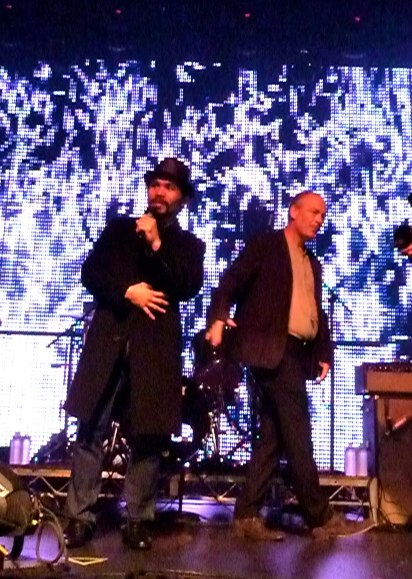
Pacquiao e David Batstone, fondatore dell'organizzazione anti-schiavitù Not for Sale

Pacquiao è nato il 17 dicembre 1978 nella città di Kibawe, nella provincia di Bukidnon, figlio di Rosalio Pacquiao e Dionesia Dapidran Pacquiao. I genitori si separano quando Pacquiao è in prima media, dopo che Dionesia scopre l'infedeltà di Rosalio. Quarto di sei figli, è fratello maggiore dell'ex pugile Bobby e del politico Rogelio. Nel 2006 compie il suo ingresso nell'esercito filippino; dopo aver ricoperto i gradi di riservista dell'esercito e tenente colonnello, nel dicembre 2017 è promosso colonnello. Pacquiao parla cebuano (sua lingua madre) e tagalog ed è fluente in inglese e in spagnolo.
Ha sposato Maria Geraldine "Jinkee" Jamora il 10 maggio 2000. Hanno cinque figli: Emmanuel Jr. o Jimuel, Michael, Princess, Queen Elizabeth e Israel. La famiglia risiede nella città di General Santos, nella provincia di South Cotabato. Fra il 2010 e il 2016, in quanto rappresentante nel Congresso della provincia di Sarangani, Pacquiao ha vissuto a Kiamba, in provincia di Sarangani, la città natale di sua moglie. Nel 2015 ha acquistato una casa nel quartiere di Beverly Hills, una villa di 10.000 m² appartenuta precedentemente al rapper Sean Combs.
Cresciuto nella Chiesa cattolica, attualmente Pacquiao è un praticante dell'evangelicalismo. In precedenza noto per il suo stile di vita dedito alla mondanità e al gioco d'azzardo, dal 2012 Pacquiao ha operato un radicale cambiamento nella sua vita, avvicinandosi alla religione e dedicandosi alla sua numerosa famiglia, ai suoi parrocchiani, allo studio del Vangelo e alla predicazione. L'avvicinamento all'evangelicalismo sarebbe partito da un'apparizione divina avuta durante il sonno, secondo un aneddoto da lui stesso citato più volte.

### Iniziative oltre il pugilato
Nel maggio 2011 Pacquiao ha lanciato una linea di fragranze chiamata MP8 Scent of The Champion.
Pacquiao è noto per le sue attività di beneficenza e per le sue generose donazioni, e negli anni duemiladieci ha dato vita all'omonima fondazione (Manny Pacquiao Foundation). Nel 2011 ha soccorso le vittime della tempesta tropicale Washi in Cagayan de Oro. Nel 2012 ha elargito dieci milioni di pesos per le vittime del Tifone Bopha in Mindanao. Si ricorda anche la sua visita nel dicembre 2013 nelle zone di Samar e di Tacloban, rimaste completamente devastate dal Tifone Haiyan del 2013; nell'occasione ha prestato personalmente assistenza alle famiglie sopravvissute alla catastrofe con aiuti finanziari e beni di soccorso. In alcune circostanze ha anche dato assistenza ad altri pugili filippini. Si è fatto promotore di un'iniziativa per aiutare Z Gorres, caduto in coma nel 2009 in seguito a una lesione cerebrale subita durante il suo ultimo incontro. Inoltre, ha più volte prestato supporto finanziario al concittadino Rolando Navarrete, ex campione del mondo dei super piuma negli anni ottanta caduto in disgrazia.

## Carriera

### Pugilato

#### L'incontro con la boxe e gli inizi
Emmanuel Dapidran Pacquiao è nato a Kibawe, nella provincia mindanaoense di Bukidnon, zona spesso interessata dalle battaglie tra i separatisti islamici e il governo filippino. Vive un'infanzia difficile e movimentata, crescendo in un contesto di povertà e facendo uso di sostanze stupefacenti. Il suo primo approccio con il mondo del combattimento avviene per strada all'età di 10 anni, quando si ritrova costretto a difendere il fratello più piccolo aggredito da due bulli. A 11 anni inizia a svolgere i primi allenamenti in palestra, mentre durante il tempo libero vende sigarette per strada per aiutare economicamente la madre.
All'età di 14 anni si trasferisce a Manila e vive per un certo periodo per le strade della città, senza una fissa dimora. Inizia a disputare i primi match di pugilato a 16 anni, nei pesi paglia, e durante l'adolescenza svolge le professioni di venditore ambulante, panettiere e carpentiere.

#### Dilettantismo
Pacquiao si unisce così alla squadra della nazionale dilettantistica filippina, che lo aiuta ad affinare le proprie abilità. I suoi primi incontri vengono disputati in piccoli edifici e trasmessi nel programma Blow by Blow di Vintage Sports, un celebre show pugilistico televisivo. Combatte i suoi primi match contro pugili locali e la morte di Eugene Barutag, un aspirante pugile e suo caro amico, nel 1994 lo spinge ad intraprendere una carriera da professionista. Pacquiao chiude così la sua carriera dilettantistica con un record di 60 vittorie e 4 sconfitte.

#### Professionismo

##### 1995-2001: i primi anni, dai pesi paglia ai supergallo
Pacquiao passa al pugilato professionistico alla giovane età di 16 anni, quando è alto appena 149 cm e pesa 98 libbre (circa 44 chilogrammi), leggermente al di sotto del limite dei pesi paglia. È durante questo periodo che mette dei pesi nelle tasche per riuscire a raggiungere il limite delle 105 libbre. I suoi primi incontri vengono effettuati in piccole arene e trasmessi in televisione da un programma televisivo filippino dedicato al pugilato, "Blow by Blow". Il debutto da professionista di Manny risale al 22 gennaio 1995, un match di 4 round contro il connazionale Edmund "Enting" Ignacio. Il giovane pugile riesce ad aggiudicarsi la gara ai punti, diventando una star istantanea del programma.
Passato dalle 106 alle 113 libbre, Pacquiao perde il suo primo match da professionista contro il connazionale Rustico Torrecampo per KO alla 3ª ripresa. Prima della sfida, Pacquiao non era riuscito a raggiungere il peso stabilito e come penalizzazione era stato costretto ad indossare dei guanti più pesanti rispetto all'avversario.
Dopo la sua prima sconfitta nel 1996 Manny non si demoralizza e continua a combattere, acquisendo sempre più esperienza. Inizia inoltre ad affrontare pugili di altre nazionalità, prevalentemente asiatici, conquistando il titolo WBC dei mosca ai danni del thailandese Chatchai Sasakul, prima di perdere la corona alla seconda difesa contro Medgoen Singsurat, soprannominato Medgoen 3K Battery, per KO al 3º round in un match svoltosi a Nakhon Si Thammarat, Thailandia. Tecnicamente Manny avrebbe perso lo stesso il titolo WBC, non essendo riuscito a raggiungere il peso stabilito prima della gara. Dopo la seconda sconfitta, Pacquiao decide di passare ai pesi supergallo (122 libbre).
Il grande break di Pac-Man arriva l'11 giugno 2001, contro il campione IBF dei supergallo Lehlohonolo Ledwaba. In origine l'avversario assegnato a Ledwaba dà forfait e Pacquiao viene scelto come sostituto, venendo avvisato a sole due settimane dall'incontro. Ciononostante, davanti al pubblico dell'MGM Grand di Las Vegas, il filippino riesce a sorprendere i pronostici con una vittoria per KO tecnico, ottenendo il suo secondo titolo mondiale e diventando così il nuovo campione IBF. Nel suo incontro successivo Pacquiao affronta il dominicano Agapito Sanchez, con in palio le cinture IBF e WBO dei pesi supergallo. In una sfida scorretta dal punto di vista disciplinare, Pacquiao riceve una testata alla seconda ripresa che apre un taglio sopra il suo occhio destro. Dopo una serie di colpi bassi ricevuti da Pacquiao e un'ulteriore testata al sesto round che allarga la sua ferita, l'incontro viene ufficialmente fermato alla medesima ripresa e dichiarato un pareggio dopo che i cartellini mostrano i punteggi di 58–54 per Pacquiao, 57–55 per Sanchez e 56–56 pari.

##### 2002-2004: l'affermazione contro Barrera

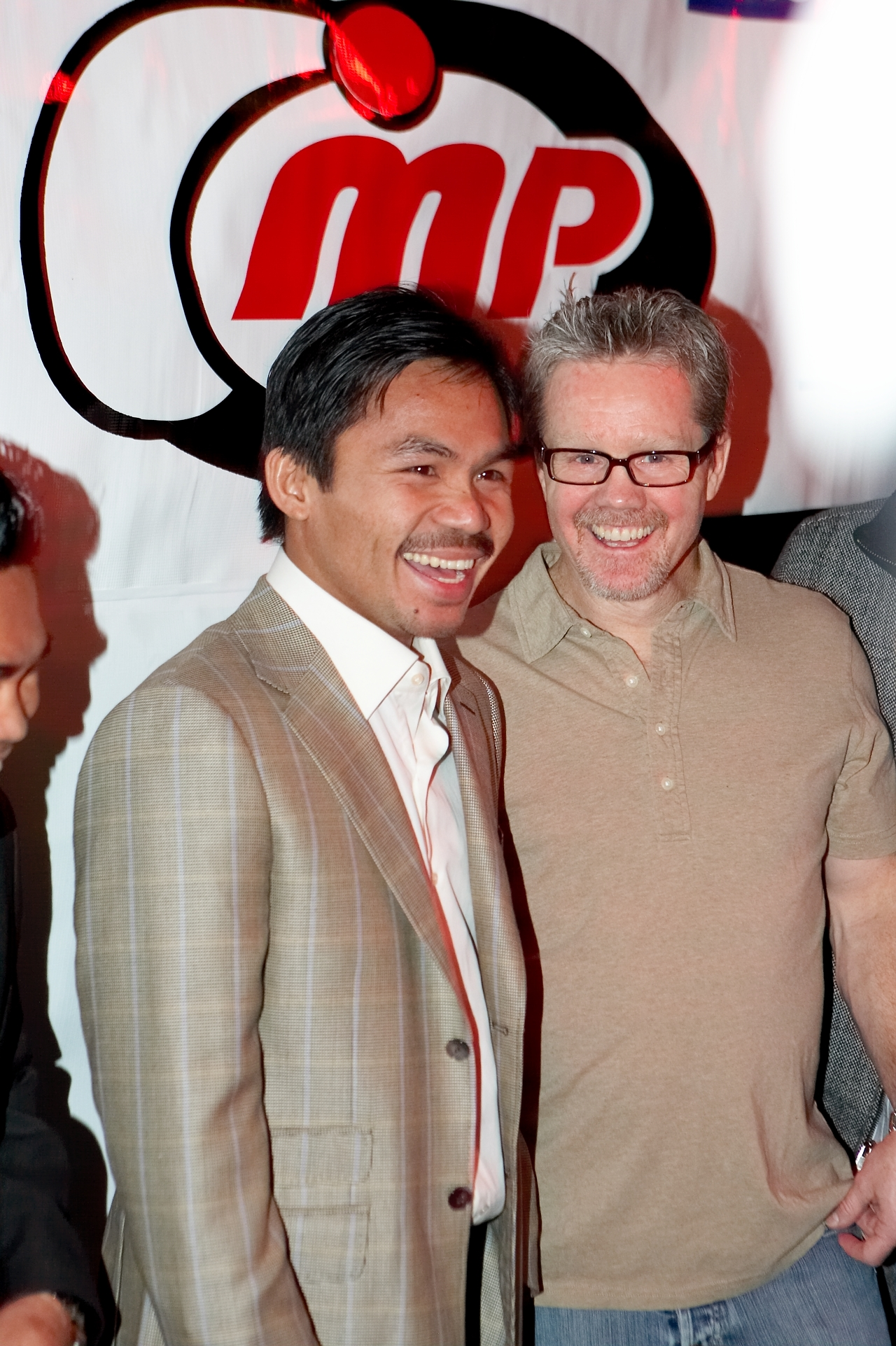
Manny Pacquiao e il suo allenatore Freddie Roach a Los Angeles. Lo statunitense è una figura chiave del successo del pugile filippino.

La carriera di Pacquiao conosce una definitiva svolta con l'aiuto dell'esperto allenatore statunitense ed ex pugile Freddie Roach, grazie al quale adotta cambiamenti fondamentali nel suo stile di combattimento. Seguono quindi quattro difese del titolo, prima dell'incontro che lo vede opposto alla leggenda messicana Marco Antonio Barrera (57-3; 40 KO). I due sfidanti si affrontano il 15 novembre 2003 all'Alamodome di San Antonio, Texas. Pacquiao, da poco passato ai pesi piuma, porta con sé la sua potenza e la sua agilità e riesce a sconfiggere Barrera per KO tecnico all'11º round. Sino ad allora, si trattava solamente della prima sconfitta prima del limite per Barrera. Con il successo, Pacquiao vince inoltre la cintura Ring Magazine dei piuma, titolo che difende sino al 2005. Tale vittoria lo rende il primo filippino, nonché primo asiatico, a diventare campione del mondo in tre differenti categorie di peso.
Solamente 6 mesi dopo la grande vittoria su Barrera, Pacquiao affronta un altro pugile messicano di tutto rispetto, Juan Manuel Márquez (42-2; 33 KO), campione WBA e IBF dei piuma. Il match, svoltosi all'MGM Grand, si conclude con un pareggio molto discusso e controverso, dopo che Marquez finisce al tappeto per tre volte al 1º round, riuscendo comunque a recuperare nelle riprese successive. I tre cartellini hanno dato i seguenti punteggi: 115-110 per Pacquiao, 113-113 e 110-115 per Marquez.
Dopo l'incontro, uno dei tre giudici ammette di aver fatto un errore nel segnare il punteggio nella 1ª ripresa e di aver trascritto 10–7 invece che 10–6 a favore di Pacquiao: un unico punto che, se notato prima, avrebbe potuto decretare la vittoria del pugile filippino per decisione non unanime.

##### 2005-2008: la trilogia con Morales e l'ascesa

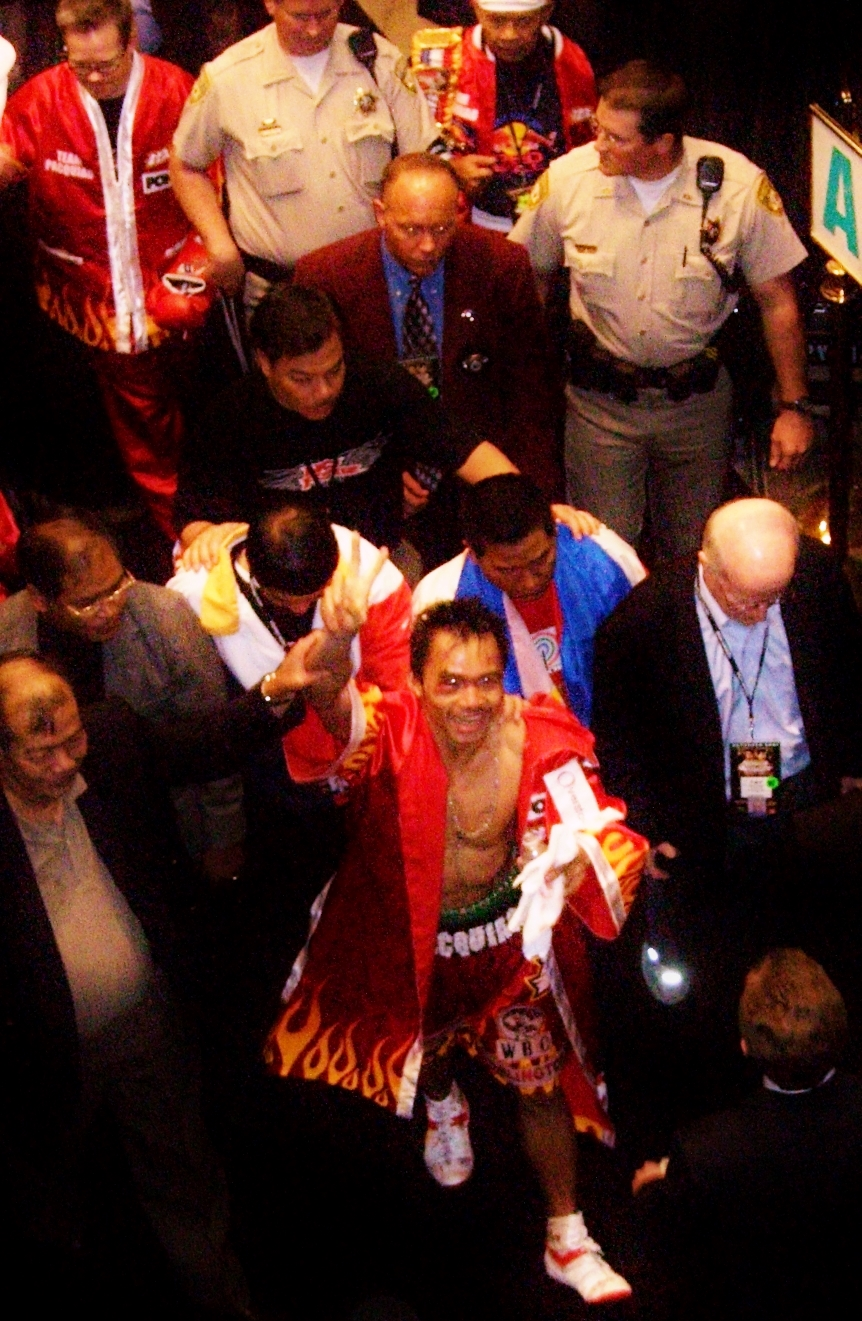
Pacquiao lascia il ring dopo la sconfitta contro Érik Morales, 19 marzo 2005

Archiviato il controverso pareggio col Dinamita, Pacquiao avanza nuovamente alla divisione successiva passando dalle 126 alle 130 libbre, per sfidare così un'altra leggenda messicana, il tre volte campione Érik Morales (47-2; 34 KO). Lo scontro si tiene il 19 marzo 2005 all'MGM Grand ed è valido per i titoli vacanti WBC International ed IBA dei pesi superpiuma. Nel corso della quinta ripresa, Pacquiao subisce un taglio sopra l'occhio destro dovuto ad uno scontro di teste. Morales si rivela un avversario ostico, e questa volta Pac-Man si deve arrendere per decisione unanime dopo 12 round con un verdetto di 115–113 secontro i giudici di gara.
Il 10 settembre 2005 Pacquiao sconfigge Héctor Velázquez per KO al 6º round, conquistando la cintura WBC dei superpiuma allo Staples Center di Los Angeles, California. Il trionfo dell'asiatico è visto come preludio a una possibile rivincita con Morales, che quella stessa sera viene a sorpresa battuto ai punti dal poco quotato Zahir Raheem.
Malgrado la sconfitta con Raheem, Morales viene scelto come nuovo avversario del filippino. L'attesa rivincita si svolge il 21 gennaio 2006 al Thomas & Mack Center di Las Vegas. In una sfida equilibrata e molto spettacolare, Pacquiao si dimostra più aggressivo rispetto al primo incontro e riesce a mettere in difficoltà l'avversario soprattutto alla seconda ed alla sesta ripresa. L'epilogo della sfida arriva alla decima ripresa, quando il filippino riesce ad atterrare un ormai esausto Morales per la prima volta in carriera, prima di assalirlo nuovamente con colpi che portano l'arbitro a decretare la fine del match per KO tecnico. Al momento dell'interruzione Pacquiao era avanti su tutti e tre i cartellini: 87–84, 86–85 e 87–84. Per Morales si tratta inoltre della prima sconfitta per KO della carriera.
Il 2 luglio 2006 Pacquaio difende la corona WBC International dall'assalto di Óscar Larios (56-4-1; 36 KO), un due volte campione dei supergallo salito di divisione solamente per sfidare l'asiatico. L'incontro si svolge al gremito stadio dell'Araneta Coliseum di Quezon. Il filippino, sostenuto dal pubblico di casa, riesce ad imporsi nettamente sull'avversario per decisione unanime (117–110, 118–108 e 120–106) dopo averlo atterrato due volte nel corso dell'ultimo round. Il giorno seguente, il Presidente delle Filippine Gloria Macapagal-Arroyo conferisce personalmente al pugile filippino l'Ordine di Lakandula con il grado di "Campione a vita" (Kampeon Habambuhay) assieme ad una placca di riconoscimento per i suoi contributi sportivi, presso lo studio presidenziale del Palazzo di Malacañang.
Con la serie pari sull'1–1, Pacquiao e Morales si accordano nuovamente per affrontarsi in un terzo match, che si rivela essere l'ultimo della celebre rivalità. Il rubber-match si svolge il 18 novembre 2006 nuovamente al Thomas & Mack Center, di fronte ad un pubblico di 18 276 appassionati. Pacquiao chiude definitivamente i conti con Morales sconfiggendolo via KO alla terza ripresa. Dopo l'evento, il promoter Bob Arum annuncia l'intenzione del filippino di rimanere nel suo polo manageriale e che egli aveva restituito al mittente il contratto offerto dalla Golden Boy Promotions prima del match. Ciò porta la Golden Boy ad intentare causa contro il filippino per violazione del contratto.

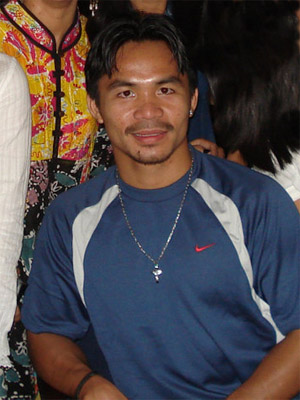
Pacquiao nel 2007

A seguito di un fallimento nelle trattative con il campo di Marco Antonio Barrera, come prossimo sfidante di Pacquiao viene selezionato l'imbattuto messicano Jorge Solís (33-0-2; 24 KO). Il match si svolge il 14 aprile 2007 presso l'Alamodome di San Antonio, Texas. Alla sesta tornata del match Pacquiao viene ferito all'arcata sopraccigliare da una testata dell'avversario, ma la sfida prosegue. All'ottavo round il filippino infligge due knockdown allo sfidante; Solís si rialza anche dopo il secondo atterramento ma in evidente stato di stordimento, e l'arbitro sancisce così la fine dell'incontro per KO.
Le incomprensioni fra Top Rank e la Golden Boy Promotions si risolvono pochi mesi dopo, il 29 giugno, e le società annunciano così l'atteso rematch fra Pacquiao e Marco Antonio Barrera, malgrado il filippino avesse dovuto sfidare di diritto Juan Manuel Márquez per il mondiale WBC dei superpiuma. La rivincita ha luogo il 6 ottobre presso il Mandalay Bay Resort & Casino di Las Vegas. Nell'undicesimo round Pacquiao procura allo sfidante un profondo taglio sotto l'occhio destro. Il messicano subisce più tardi un punto di penalità dopo aver colpito e stordito Pacquiao con un pugno illegale durante un break. La battaglia termina ai punti con una vittoria unanime del pugile filippino: due dei giudici di gara assegnano un punteggio di 118–109, mentre il terzo propone un più equilibrato 115–112.
Il 15 marzo del 2008 ha luogo la seconda sfida con Juan Manuel Marquez, denominata Unfinished Business. L'incontro risulta molto impegnativo per entrambi i pugili che per tutto il combattimento si equivalgono. Pacquiao riesce ad atterrare Marquez alla terza ripresa con un rapido gancio sinistro al mento, ma il match va avanti sino alla dodicesima. Pacquiao trionferà ai punti con una discussa decisione non unanime (115–112 e 114–113 per Pacquiao, 115–112 per Márquez), conquistando i titoli WBC e The Ring dei super piuma e diventando inoltre il primo asiatico campione del mondo in quattro differenti categorie di peso. Le statistiche post-incontro mostrano il messicano prevalere in termine di colpi mandati a segno e percentuali; il fattore decisivo si dimostra tuttavia essere il knockdown.
Nell'intervista dopo il match, il campo di Márquez richiede una rivincita immediata. Richard Schaefer, CEO della Golden Boy Promotions, offre inoltre a Pacquiao una borsa garantita di 6 milioni di dollari per accettare la sfida. Tuttavia Pacquiao rifiuta la proposta di un terzo match con Márquez, affermando: «Non penso. Questa faccenda è conclusa». Il motivo di tale rinuncia era dovuto alla sua intenzione di passare ai pesi leggeri per sfidare il campione in carica WBC David Díaz (34-1-1; 17 KO).

##### 2008-2009: miglior pugilePound for Pounde la consacrazione con De La Hoya
In seguito al ritiro di Floyd Mayweather Jr., nel giugno 2008 Pacquiao diventa il miglior pugile nella classifica Pound for Pound della rivista Ring Magazine.
Il 28 giugno 2008, al Mandalay Bay Resort & Casino di Las Vegas, Pacquiao sconfigge per KO tecnico alla nona ripresa il pugile messicano David Díaz, conquistando così la corona WBC dei pesi leggeri. Con questa vittoria, Pac-Man diventa il primo pugile Asiatico a vincere quattro titoli mondiali in quattro differenti categorie di peso e il primo pugile filippino a vincere il titolo WBC dei leggeri. L'incontro si rivela a senso unico, con Pacquiao che si aggiudica ogni ripresa procurando nel contempo un vistoso taglio sopra l'occhio destro dell'avversario al quarto round. Al termine del match, Diaz riconosce la superiorità di Pacquiao, dichiarando: «È stata la sua velocità. È stata tutta la sua velocità. Riuscivo a vedere i suoi pugni perfettamente, ma era semplicemente troppo rapido».
Secondo le stime di Bob Arum, la sfida produce un incasso totale di circa 12 milioni di dollari. Diaz guadagna l'importo più grande della sua carriera, equivalente a 850.000 dollari, mentre Pacquiao riceve una somma di almeno 3 milioni. I dati ufficiali riportano inoltre un pubblico di 8.362 spettatori, su una capienza totale di 12.000 posti.
Avendo in possesso sia la corona WBC dei pesi super piuma che quella dei pesi leggeri, in seguito alla vittoria Pacquiao decide di rendere vacante il titolo dei pesi super piuma nel luglio del 2008.
Il 7 agosto 2008, i membri della Camera dei rappresentanti rilasciano una mozione parlamentare, promossa dalla rappresentante della Provincia di South Cotabato Darlene Antonino-Custodio. La mozione riconosce ufficialmente Pacquiao come "People's Champ" (campione del popolo) – "per i suoi successi nel ring e per l'ispirazione che ha dato al popolo filippino". A Pacquiao viene inoltre conferita una placca commemorativa dal portavoce del Congresso, Prospero Nograles.
Il 6 dicembre 2008 Pacquiao affronta l'ex campione di 5 categorie di pesi Óscar De La Hoya (34-5; 30 KO) all'MGM Grand di Las Vegas, in un incontro rinominato Dream Match. Presentato dalla Golden Boy Promotions e da Top Rank Boxing, l'incontro è previsto per le 12 riprese, senza titolo in palio e al massimo di 147 libbre. Pur essendo al primo posto della classifica Ring Magazine Pound for Pound, alcuni scettici speculano riguardo al gap fisico in sfavore di Pacquiao, a differenza del ben più grande De La Hoya.
L'incontro vede il dominio da parte del pugile filippino che ribaltando i pronostici, scuote più volte De La Hoya con combinazioni al volto e al corpo durante il passare dei round. Al settimo round De La Hoya piega un ginocchio e finisce quasi al tappeto, nell'ottavo la punizione inflitta da Pacquiao diventa ancora più proibitiva per il corpo del suo avversario. Successivamente, prima dell'inizio del 9º round, l'angolo di De La Hoya dichiara la resa per evitare un'eccessiva punizione nei suoi confronti, decretando la vittoria di Pacquiao per KO tecnico. Pacquiao era avanti su tutti e tre i cartellini dei giudici al momento dell'interruzione: 80–71, 80–71 e 79–72. A dimostrazione del senso unico del match, Pacquiao aveva messo a segno 224 pugni su 585, contro i soli 83 su 402 di De la Hoya. L'incontro si rivela essere anche l'ultimo della gloriosa carriera di De la Hoya, poiché quest'ultimo annuncia il proprio ritiro poco dopo il Dream Match.
Per questo match Pacquiao guadagna dai 15 ai 30 milioni di dollari per il pay-per-view dell'incontro, ai quali si aggiunge un ulteriore importo garantito.

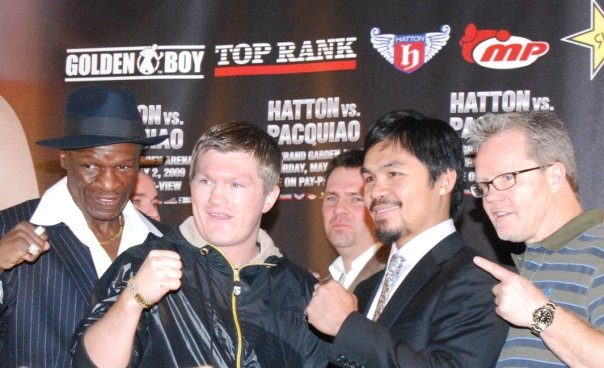
Pacquaio e il britannico Ricky Hatton durante una conferenza stampa per promuovere il loro incontro.

Il 2 maggio 2009 Pacquiao approda nella divisione dei pesi superleggeri per la prima volta, contro il pugile britannico Ricky Hatton (45-1; 32 KO) all'MGM Grand di Las Vegas. La sfida è denominata "battaglia tra l'est e l'ovest" (The Battle of the East and West). L'incontro aveva rischiato di non avvenire in seguito a delle dispute fra i due campi riguardo alla suddivisione dei guadagni. Infine, la questione viene risolta e il match procede come da programmazione. La sfida tra Pacquiao e Hatton viene trasmessa dalla HBO.
Pacquiao prende sin subito l'iniziativa e mette in mostra uno stile aggressivo, atterrando Hatton in due occasioni alla prima ripresa. Uno stordito Hatton riesce a rialzarsi prima del conteggio dell'arbitro e a portare a termine il round d'apertura. Per la maggior parte del round successivo è invece il pugile britannico ad inseguire l'avversario. Tuttavia, a meno di dieci secondi al termine della seconda ripresa, Pacquiao colpisce Hatton alla mascella con un preciso gancio sinistro, facendolo cadere al tappeto privo di sensi e vincendo l'incontro per KO. Per Hatton si trattava solamente della seconda sconfitta in 46 incontri disputati, la prima delle quali subita contro lo statunitense Floyd Mayweather Jr. Con la vittoria, Pacquiao conquista così i titoli The Ring e IBO dei pesi superleggeri, divenendo il secondo pugile (dopo Oscar De La Hoya) campione del mondo in sei categorie differenti di peso e il primo a conquistare le corone lineari in quattro differenti divisioni.
Il KO ai danni di Hatton viene nominato "KO dell'anno" dalla rivista pugilistica The Ring per il 2009.

##### 2009-2011: il regno nei pesi welter e l'ottavo mondiale

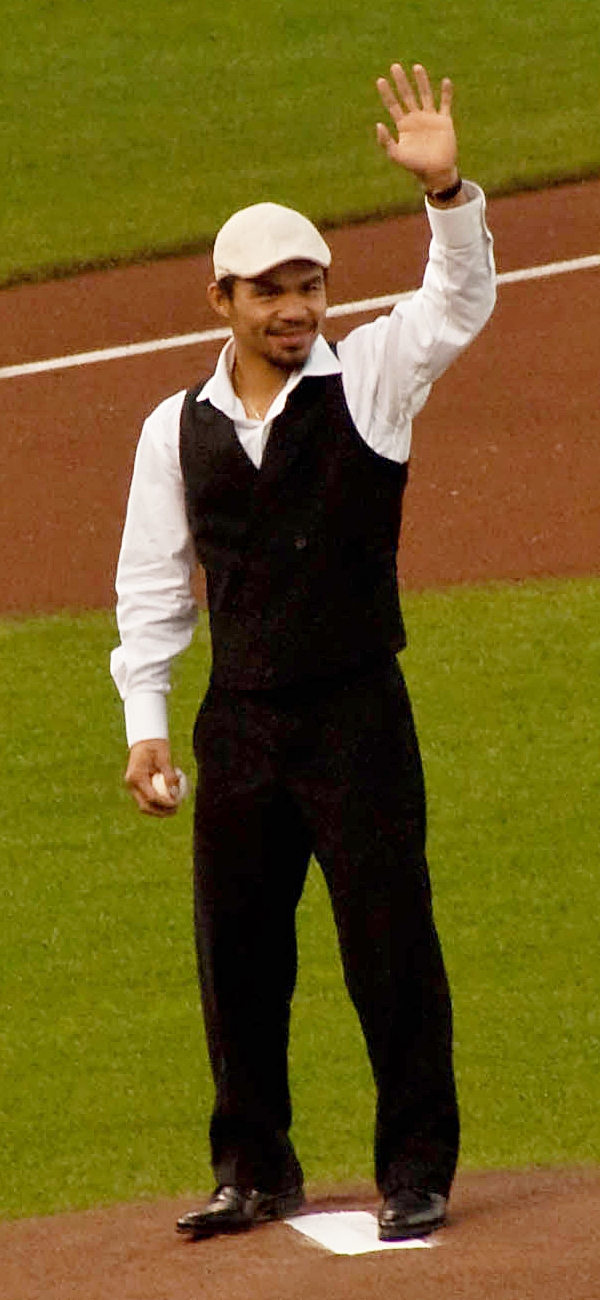
Pacquaio nel corso della cerimonia del primo lancio all'AT&T Park, 21 aprile 2009

Il 15 novembre 2009, a Las Vegas, Manny Pacquiao scrive un'altra impresa, una nuova pagina di storia della boxe. Con la sua vittoria per KO tecnico alla dodicesima ripresa su Miguel Cotto (34-1; 27 KO), il trentenne Manny Pacquiao vince il titolo mondiale WBO dei pesi welter, ma soprattutto si mette alla vita una cintura di una nuova categoria di peso: la settima. Dopo i pesi mosca, supermosca, piuma, superpiuma, leggeri e superleggeri, la vittoria conseguita all'MGM Arena di Las Vegas proietta la carriera di “The Pacman” tra le più scintillanti di tutti i tempi. Diventa infatti il primo pugile della storia ad essere stato campione del mondo in sette categorie diverse.
L'incontro, pubblicizzato come "Firepower", si svolge dinnanzi ad un pubblico di 15 930 persone e si rivela essere il più visto del 2009 con un guadagno di oltre 70 milioni di dollari in pay-per-view. La prestazione di Pacquiao gli conferisce una borsa di circa 22 milioni di dollari, mentre Cotto ne guadagna attorno alla metà.
I pretendenti al titolo non tardano ad arrivare e Pacquiao deve immediatamente prepararsi in vista del prossimo match. Uno dei favoriti è il terribile picchiatore Edwin Valero, voluto fortemente sia da Freddie Roach che dallo stesso Pacquiao. Purtroppo l'ipotetica sfida non vedrà mai luce poiché Valero muore in circostanze drammatiche poco tempo dopo. Tuttavia, i fan di tutto il mondo chiedono a gran voce il nome dell'imbattuto Floyd Mayweather Jr. (numero due della classifica pound for pound), per stabilire chi sia il vero padrone dei pesi welter. Lo statunitense era appena tornato a combattere dopo un lungo ritiro. I campi di entrambi i pugili iniziano a trattare, ma infine la sfida salta a causa di disaccordi riguardanti test antidoping prima del match, fortemente voluti da Mayweather. Quest'ultimo aveva infatti richiesto 8-10 controlli di urina e 6-5 test del sangue nel corso delle dieci settimane prima dell'incontro. In merito ai controlli, il filippino aveva ribadito che un prelievo prima dell'incontro non gli sembrava naturale e che lo avrebbe "indebolito". Sfumata la "super-sfida", la scelta dello sfidante ricade infine su Joshua Clottey (35-3; 21 KO).
Pacquiao difende con successo il titolo WBO dall'assalto di Clottey il 13 marzo 2010, in un match svoltosi ad Arlington, Texas. Nonostante il palmares di tutto rispetto, il filippino domina nettamente lo sfidante, vincendolo ai punti con verdetto unanime di 120–108, 119–109 e 119–109. Nel corso del match Pacquiao sferra un totale di 1231 pugni (record assoluto per l'asiatico), ma ne manda a segno solamente 246, principalmente a causa della guardia solida di Clottey.
Il 23 luglio 2010 Bob Arum annuncia una sfida tra Pacquiao ed il messicano Antonio Margarito (38-6; 27 KO) prevista per il 13 novembre del medesimo anno. La sfida è valida per il campionato WBC dei pesi superwelter: ciò dà al filippino la possibilità di ottenere un altro titolo mondiale nella sua ottava categoria di peso, i pesi medioleggeri o superwelter. Per lo scontro viene stabilito un peso massimo di 150 libbre, mentre il normale limite per un peso superwelter è di 154 libbre. Durante le operazioni di peso, Pacquiao fa registrare 144.6 libbre, mentre Margarito ne fa registrare 150 esatte. Il filippino si dichiara contento del proprio peso, poiché una massa troppo elevata lo avrebbe limitato dal punto di vista della rapidità. Durante l'incontro stesso, Pacquiao fa registrare 148 libbre, 17 in meno delle 165 di Margarito.
Prima della sfida, l'entourage di Pacquiao chiede agli organi ufficiali statunitensi di sottoporre Margarito a degli attenti esami, poiché un supplemento dietetico era stato ritrovato nel suo spogliatoio. Viene poi dichiarato che entrambi gli sfidanti verranno sottoposti ad un rigoroso controllo dopo lo svolgimento dell'incontro. Il match si rivela a senso unico e Pacquiao domina quasi ogni ripresa utilizzando la sua velocità di mani ed un opportuno movimento e investendo l'avversario con numerose combinazioni al volto. Durante l'undicesima ripresa Pacquiao chiede all'arbitro Laurence Cole di fermare l'incontro, dato che Margarito non stava più opponendo resistenza e mostrava un volto vistosamente segnato con un largo taglio al di sotto dell'occhio destro; l'arbitro decide tuttavia di lasciare proseguire il match. Il filippino vince l'incontro per decisione unanime (con i punteggi di 120–108, 118–110, 119–109) e al suo termine Margarito viene trasportato direttamente all'ospedale, dove gli viene riparata una frattura alla cavità oculare destra. Pacquiao diventa così il primo nella storia del pugilato a vincere 8 titoli mondiali in altrettante categorie di peso, superando il precedente record stabilito da lui stesso.
Il 22 novembre 2010, dopo aver vinto il suo ottavo titolo mondiale, Pacquiao viene onorato nuovamente dal Congresso filippino, guidato da Feliciano Belmonte, che gli conferisce una medaglia al valore nel corso di una cerimonia svoltasi nella Camera dei Rappresentanti. Dato che in seguito Pacquiao non rivela intenzioni di difendere il titolo WBC dei superwelter vinto contro Margarito, il consiglio di amministrazione della WBC decide di rendere la corona vacante.
Nel suo prossimo incontro, datato 5 maggio 2011, il pugile filippino affronta il veterano statunitense nonché ex-campione del mondo Shane Mosley (46-6-1; 39 KO), all'MGM Grand Arena. Pacman prende sin subito l'iniziativa, atterrando Mosley con un rapido diretto sinistro alla terza ripresa. Lo statunitense appare chiaramente stordito dal colpo, ma riesce comunque a rialzarsi e a proseguire la competizione. Nella decima tornata è invece quest'ultimo ad atterrare Pacquaio, sebbene con l'aiuto di una spinta, e l'arbitro Kenny Bayless lo considera un knockdown. Nelle successive moviole, viene mostrato che Pacquiao era in procinto di sferrare un attacco ma finisce fuori equilibrio e calpesta il piede sinistro dell'avversario, cadendo a terra grazie anche al leggero supporto di un destro di Mosley. Ciò nonostante, la sfida si rivela a senza unico e senza attacchi pericolosi da parte di Mosley, ed al suo termine il filippino si aggiudica un verdetto unanime (119–108, 120–108 e 120–107) da parte dei giudici di gara. A fine match Pacquiao riceve inoltre le scuse da parte dell'arbitro Bayless. A seguito dell'incontro il filippino dichiara di non essere riuscito ad ottenere un KO a causa di crampi ai muscoli del polpaccio. Secondo l'allenatore Freddie Roach, questo suo problema si verificava solitamente durante le sessioni d'allenamento e mai a match in corso. Alcuni giorni dopo la sfida si viene a creare qualche polemica a seguito di alcune affermazioni di Mosley, il quale avrebbe presumibilmente confidato al connazionale Floyd Mayweather: «avrei dovuto far effettuare il test (antidoping) a Pacquaio».
Più tardi il promoter Bob Arum annuncia il prossimo match del campione filippino, previsto per il 5 novembre sempre all'MGM Grand, oppure per il 12 novembre al Thomas and Mack Center. Come prima scelta viene menzionato il messicano Juan Manuel Márquez, mentre come opzioni secondarie vengono citati avversari come Timothy Bradley o Zab Judah.
Prima di Pacquiao-Mosley, Arum aveva annunciato che le possibilità di un terzo atto con Juan Manuel Marquez nel novembre 2011 erano molto concrete, a patto di una vittoria del filippino. Il 10 maggio viene così presentata un'offerta a Marquez da parte della Top Rank, per sfidare Pacquiao con in palio la cintura WBO dei pesi welter e con un peso limite di 144 libbre. Il 18 maggio Marquez firma il contratto rendendo ufficiale il terzo match con Pacquiao, stipulato per il 12 novembre 2011 all'MGM Grand Hotel di Las Vegas.
Il match è equilibrato e risulta molto impegnativo per entrambi gli sfidanti. Infine, Marquez viene sconfitto ai punti per decisione a maggioranza dopo 12 round con i seguenti cartellini: 114–114, 115–113 e 116–112. Il risultato dell'incontro viene contestato pesantemente dal pubblico, che fischia Pacquiao durante l'intervista post-match con Max Kellerman. Pochi minuti dopo l'annuncio del verdetto di gara Marquez abbandona il ring senza rilasciare alcuna intervista. Secondo Tim Smith del quotidiano Daily News di New York, Marquez «era stato derubato della vittoria da dei giudici che erano ciechi oppure corrotti». Tuttavia, secondo statistiche di bordo ring Pacquiao aveva centrato più colpi, 176, a differenza di Marquez che ne aveva messi a segno 138. Secondo Michael Woods della ESPN, invece, Marquez non era stato derubato di niente considerando le statistiche del CompuBox, favorevole a Pacquiao. Il verdetto viene nominato come "broglio dell'anno" (robbery of the year) dai lettori della rivista Ring Magazine.

##### 2012: l'anno peggiore
Agli inizi del 2012 la Top Rank tenta di finalizzare un accordo con il campo di Floyd Mayweather Jr. per organizzare un incontro tra le due stelle del pugilato. Tuttavia il fallimento della trattativa induce Pacquiao alla ricerca di sfidanti alternativi. Il 5 febbraio 2012, Bob Arum annuncia un incontro fissato per il 9 giugno tra Pacquiao e Timothy Bradley valido per la corona WBO dei pesi welter. L'imbattuto Bradley (28-0; 12 KO) è un classico pugile stilista che si affida a colpi rapidi ma non potenti e ad uno stile molto elusivo che lo rende difficile da centrare per gli avversari. Durante la conferenza stampa finale, il Presidente della WBO Francisco "Paco" Valcarcel conferisce a Pacquiao l'anello in diamanti dell'organizzazione, per via del riconoscimento come "miglior pugile del decennio".
Come da previsione, nel corso dell'incontro Bradley mette in pratica il suo stile elusivo non riuscendo però ad opporre grande resistenza ai colpi di Pacquiao, il quale trova successo soprattutto con ganci e diretti sinistri. Le rapide combinazioni di Pacquiao mettono diverse volte lo statunitense in difficoltà e il filippino pare aggiudicarsi la maggior parte delle riprese. Nonostante il maggior numero di colpi portati a segno, per il filippino risulta complicato riuscire a sferrare un pugno da KO, anche per via dello stile di combattimento di Bradley, e il match termina ai punti dopo 12 riprese. L'incontro finisce con una controversa vittoria per split decision di Bradley: 115–113 per Pacquiao, 113–115 identico in due cartellini per lo statunitense. Il risultato sorprendente del match viene criticato anche dal pubblico e vengono sollevate diverse polemiche sul verdetto. Dopo il match Pacquiao accetta comunque la sconfitta e lancia la sfida a Bradley per una rivincita. La vittoria di Bradley sancisce la prima sconfitta di Pacquiao in 7 anni, spezzando un'imbattibilità che durava da 15 incontri. Molti analisti definiscono il verdetto come una "corruzione dello sport". La ESPN, nonché Harold Lederman della HBO, segnano Pacquiao vincitore con un largo margine di 10 punti, 119–109. Anche diversi organi di stampa presenti all'incontro a bordo ring dichiarano Pacquiao come vincitore.

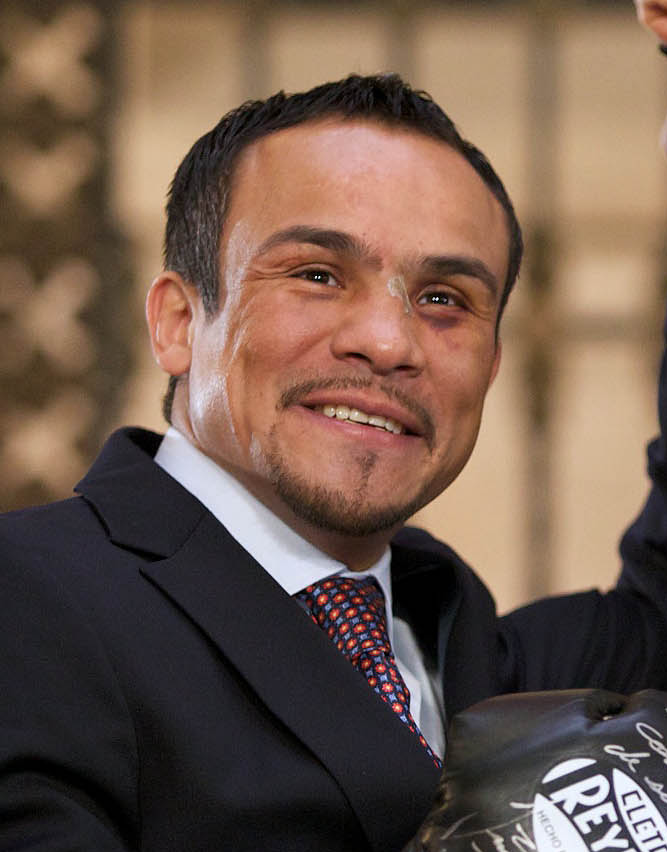
Il messicano Juan Manuel Márquez, storico rivale del pugile filippino

L'8 dicembre 2012 Pacquiao affronta per la quarta e ultima occasione Juan Manuel Marquez. La sfida si svolge all'MGM Grand di Las Vegas ed è valida per una versione speciale della cintura WBO ("campione del decennio") dei pesi welter. Alla vigilia sia Pacquiao che Marquez rivelano le proprie intenzioni di voler chiudere definitivamente la rivalità con una vittoria convincente. Lo scontro si rivela altamente spettacolare sin dalle prime riprese, con entrambi i contendenti che in più occasioni si scambiano rapide combinazioni: Pacquiao è il più aggressivo e si affida alla sua rapidità, mentre Marquez si difende con i suoi contrattacchi. Nel corso delle prime due riprese Marquez assorbe diversi sinistri, i colpi che lo avevano messo in difficoltà nei loro 3 scontri precedenti, e non sembra trovare il ritmo giusto per portare a segno i propri pugni. Tuttavia, alla terza ripresa il messicano riesce ad atterrare Pacquiao con un overhand destro. Il filippino riesce a rialzarsi e terminare il round scambiandosi una serie di pugni con l'avversario che fanno esaltare il pubblico. Alla quinta ripresa è invece Pacquiao ad atterrare Marquez, dopo averlo colpito un rapido diritto sinistro alla mascella. Quest'ultimo si rialza prontamente ma è nuovamente incalzato dalle combinazioni di Pacquiao, che lo feriscono anche al naso. Lo stesso scenario si ripete anche al sesto round, sino a quando, a un secondo dalla fine, un sanguinante Marquez scaglia un potente e preciso destro da distanza ravvicinata che colpisce Pacquiao alla mascella, facendolo crollare al tappeto per diversi minuti privo di conoscenza e decretando così il messicano vincitore per KO. Al momento della sospensione definitiva, Pacquiao risultava in vantaggio 47–46 su tutti i cartellini dei giudici. Si tratta del primo successo in 4 incontri per il trentanovenne Marquez, dopo che il primo incontro era terminato in pari e le successive due rivincite si erano concluse con discusse vittorie di Pacquiao.
L'esito del match viene nominato "KO dell'anno" dalla rivista pugilistica The Ring. Pacquiao non perdeva un incontro per KO dal 1999 ed incassa così la seconda sconfitta consecutiva per la prima volta nella sua carriera. La sconfitta, inoltre, lo retrocede dalla seconda alla settima posizione della classifica pound-for-pound.

##### 2012-2014: la risalita verso i vertici mondiali
Dopo la devastante sconfitta per KO subita nel quarto match contro Juan Manuel Marquez, voci di un imminente ritiro si spargono sul futuro di Pacquiao. A 35 anni e proveniente da due sconfitte consecutive, il filippino inizia ad essere considerato dai critici in una fase calante della sua carriera. Ciononostante, desideroso di ravvivare la sua carriera, Pacquaio allontana ogni voce su un possibile ritiro e a distanza di un anno, il 24 novembre 2013 affronta a Macao lo statunitense Brandon Rios (31-1-1; 23 KO), considerato un grande incassatore di colpi e dotato di uno stile di incontrista molto simile a quello di Antonio Margarito. È il primo incontro di Pacquiao al di fuori degli Stati Uniti in 7 anni. Molti analisti di boxe considerano la sfida ideale per verificare le condizioni dello stato fisico del pugile filippino.
Pacquiao prende subito l'iniziativa e mette in mostra alcune rapide combinazioni già a partire dalla prima ripresa, compresa una serie di colpi che sembra far cadere al tappeto Rios. L'arbitro considera tuttavia la caduta una perdita di equilibrio, non causata dai pugni dell'avversario. Il match prosegue in maniera simile per tutta la durata della gara, con Pacquiao che mette sempre a segno il maggior numero di pugni e colpi più efficaci. Nel corso dell'incontro Rios tenta di difendersi assestando alcuni pugni che però non sembrano impensierire il filippino e rispetto all'avversario mette in pratica un work-rate troppo basso per riuscire a conquistarsi dei round. Pacquiao si aggiudica quasi tutte le riprese e i cartellini dei giudici rispecchiano il senso unico dell'incontro: 119–109, 120–108, 118–110.
Nel suo primo incontro negli Stati Uniti dopo la sconfitta contro Marquez, il 12 aprile 2014 Pacquiao affronta nuovamente Timothy Bradley in un'attesa rivincita. Lo statunitense proveniva da una vittoria ai punti (non unanime) contro Marquez, ottenuta sei mesi prima. Alla vigilia dell'incontro Bradley dichiara di voler ottenere una vittoria più convincente rispetto al loro primo match, e che Pacquiao pare ormai essere nella fase calante della sua carriera. Il match è abbastanza equilibrato e Pacquiao mette in mostra uno stile più aggressivo rispetto al primo incontro, così come Bradley, il quale riesce comunque a portare a termine alcune combinazioni importanti. Tuttavia, la velocità e la resistenza di Pacquiao fanno la differenza soprattutto nella seconda parte di gara, dove lo statunitense inizia a risentire della fatica. Pacquiao riesce ad aggiudicarsi le ultime riprese e a portare a termine l'incontro, che sancisce la sua vittoria per decisione unanime: 118-110, 116-112, 116-112. In tal modo riconquista la corona WBO persa 2 anni prima contro Bradley, il quale incassa così la sua prima sconfitta da professionista.
Verso la fine del 2014 Pacquiao diventa anche un giocatore di pallacanestro professionista e nonostante le partite che lo tengono impegnato, dichiara di essere sempre focalizzato sul mondo del pugilato. Scacciate le ipotesi di un possibile quinto incontro con Marquez e di una potenziale sfida con Mayweather, vengono alla luce i nomi di diversi possibili avversari tra cui Danny García e Amir Khan. Alla fine la scelta ricade sul campione WBO dei superleggeri Chris Algieri (20-0; 8 KO), elusivo pugile statunitense di origini italo-argentine dall'esperienza limitata ma proveniente da una sorprendente vittoria ai danni del russo Ruslan Provodnikov. L'incontro si svolge al Venetian Casino di Macao il 23 novembre 2014, con in palio il titolo WBO di Pacquiao. Il campione in carica, determinato a dimostrare di essere tornato ai livelli mondiali, domina il match dall'inizio alla fine infliggendo all'avversario ben 6 atterramenti ma senza riuscire a metterlo KO, e anche nelle ultime riprese sembra ancora fresco nonostante il grande movimento. Algieri cerca di evitare il corpo a corpo, tentando di muoversi in continuazione per stancare l'avversario, e dimostra grande determinazione ma viene scosso ripetutamente dalle combinazioni di Pacquiao e non riesce a sferrare alcun colpo particolarmente significativo. La schiacciante superiorità di Pacquiao risulta in una decisione unanime e viene dimostrata dai cartellini dei giudici di gara: 119–103, 119–103 e 120–102. Con la vittoria, Pacquiao conserva il titolo WBO dei pesi welter.

##### 2015: il "Match del Secolo" e l'infortunio

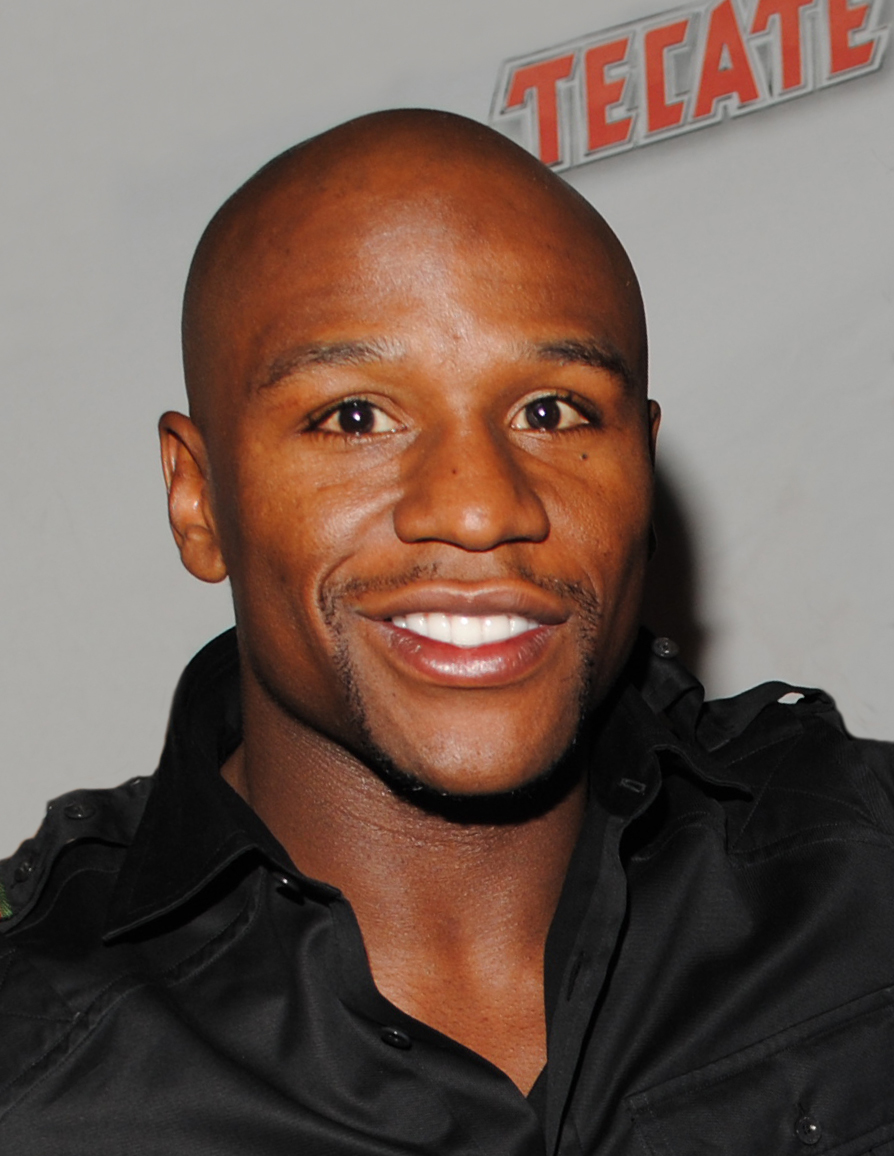
Floyd Mayweather Jr., avversario di Pacquiao nel "Match del Secolo", l'incontro economicamente più proficuo nella storia del pugilato

Pacquiao però deve immediatamente riprendersi ad allenare, poiché nel gennaio 2015 viene annunciato il suo ritorno, previsto per il mese di maggio. Dopo diversi anni di trattative mai concretizzatesi a causa del disaccordo fra i due enti, Pacquiao sfida l'imbattuto campione statunitense Floyd Mayweather Jr. (47-0; 26 KO) all'MGM Grand di Las Vegas il 2 maggio 2015.
L'incontro, denominato "Match del Secolo" per via dell'immensa popolarità di cui godono i due sfidanti nel panorama mondiale boxistico, è valido per le corone WBA, WBC e The Ring (in possesso di Mayweather) e WBO (in possesso di Pacquiao) dei pesi welter. Al vincitore dell'incontro sarà inoltre conferita una versione speciale della cintura WBC, decorata con 3000 smeraldi e con un valore stimato di un milione di dollari; la cintura, creata da artigiani messicani, ritrae i volti di Pacquiao, Mayweather, Muhammad Ali e dell'ex presidente WBC Jose Sulaiman. 
Pacquiao inizia le prime riprese a ritmi bassi mentre Mayweather prende l'iniziativa, tenendo in controllo l'avversario con la sua precisione. Si rivela per entrambi un match duro dal punto di vista mentale e nessuno dei due sfidanti riesce a prenderne completamente il controllo. Nel quarto round Pacquiao riesce a scuotere Mayweather con un sinistro al mento che lo costringe ad una fase difensiva. Pacquiao trova qualche successo nelle riprese centrali, mettendo a segno qualche colpo isolato e adoperando grandi cambiamenti di ritmo con fasi più aggressive che si alternano a momenti più passivi. L'incontro si ritrova senza un grande padrone, anche se Mayweather con il suo stile elusivo pare aggiudicarsi la seconda parte dell'incontro, mentre Pacquiao non riesce a mettere in mostra le sue rapide combinazioni. Mayweather si affida al suo destro di contrattacco e mette in mostra la sua tecnica nelle ultime riprese affidandosi a colpi limitati ma precisi, costringendo Pacquiao a seguire il suo ritmo di gara. Il match termina ai punti dopo dodici riprese con una decisione unanime in favore dello statunitense: 118–110, 116–112 e 116–112. Il comportamento eccessivamente elusivo di Mayweather, nonché il risultato del match, solleva disapprovazioni nel pubblico, il quale inizia a fischiare il campione statunitense dopo l'annuncio. A fine match, il giudizio di decisione unanime in favore di Mayweather viene contestato da Pacquiao, il quale afferma: «Non penso sia giusto il verdetto. Lui non ha fatto nulla per vincere, è solo scappato sul ring».
Con un guadagno di 500 milioni di dollari, l'incontro fra Mayweather e Pacquiao produce degli introiti senza precedenti nella storia del pugilato, superando il precedente record di 150 milioni di dollari appartenente alla sfida tra Mayweather e Saúl Álvarez. Diventa inoltre l'evento in pay-per-view più acquistato nella storia, sorpassando il riconoscimento appartenuto al match De la Hoya-Mayweather del 2007 che aveva prodotto circa 2.5 milioni di acquisti.
In seguito a qualche polemica sollevatasi dopo il match, specialmente nell'entourage di Pacquiao, l'ex campione WBO attribuisce la sua prestazione al di sotto delle aspettative ad un infortunio alla spalla destra accusato da tre a quattro settimane prima della sfida e che aveva tenuto nascosto al pubblico e alla Commissione Atletica del Nevada. Inizialmente propenso a richiedere un rinvio dell'incontro alla Commissione medica del Nevada, Pacquiao dichiara di essersi affidato in seguito a delle semplici iniezioni anti-infiammatorie ma il dolore si sarebbe riacutizzato alla terza ripresa, impedendogli di insistere con combinazioni durante gli scambi di colpi con lo statunitense. La Commissione del Nevada aveva respinto la richiesta di Pacquiao di poter utilizzare un anti-dolorifico prima dell'incontro, definendo la segnalazione di infortunio come tardiva, dato che nei questionari e nei controlli medici eseguiti prima del "Match del Secolo", Pacquiao non aveva mai menzionato alcun tipo di infortunio. In seguito a una risonanza magnetica effettuata presso una clinica di Los Angeles dopo il match, gli viene rilevata una lesione alla cuffia dei rotatori. Il tipo di infortunio prevede tempi di recupero di circa un anno. Il 6 maggio 2015, a Los Angeles, Pacquiao si sottopone con successo ad un intervento chirurgico alla spalla destra.
Pur dimostratosi inizialmente contrario ad una rivincita, alcuni giorni dopo il "Match del Secolo" Mayweather si dichiara disponibile ad un secondo incontro con Pacquiao. Tuttavia, in seguito Mayweather pare cambiare nuovamente opinione, quando definisce Pacquiao come un «perdente e un codardo».
Nonostante le successive affermazioni di Bob Arum, secondo cui il pugile filippino avrebbe combattuto un'ultima volta nel 2016 per poi dedicarsi totalmente alla politica, nel mese di settembre Pacquiao dichiara di "avere ancora più di un match da disputare" prima del suo ritiro. Le polemiche legate all'incontro con Mayweather paiono riemergere nel medesimo periodo, quando viene rivelato che prima dello scontro lo statunitense aveva effettuato un'iniezione di vitamine per via endovenosa (motivo della controversia) al fine di reidratarsi. Quest'ultimo, però, non subisce alcuna sanzione e si difende dalle accuse di doping affermando di non aver violato alcun regolamento. Lo statunitense aveva ricevuto il permesso dall'USADA, agenzia che tuttavia non aveva la competenza per darne l'approvazione. A seguito dei dibattiti legati a questa vicenda e nonostante Mayweather avesse dichiarato l'intenzione di ritirarsi dopo il match con Andre Berto, Pacquaio dichiara di voler combattere nuovamente con lui "ad armi pari".

##### 2016-2021: rinascita e ritorno ai grandi successi
Negli ultimi mesi del 2015 viene ufficializzato il ritorno di Pacquiao, previsto per il 9 aprile dell'anno seguente. Dopo aver tentato invano di fissare una rivincita con Mayweather, il campo del pugile filippino avvia trattative con i vari Amir Khan, Terence Crawford e Adrien Broner, senza mai arrivare a un accordo. La Top Rank decide così di scegliere Timothy Bradley come avversario del filippino, decretando la terza sfida tra i due ma alimentando al contempo lo scontento del pubblico che desiderava vedere in azione Pacquiao contro i migliori prospetti della divisione. L'asiatico è dato come favorito dalla stampa di settore, sebbene meno fortemente rispetto ai primi due match (-450 nel primo e -280 nel secondo). Alla vigilia il dieci volte campione del mondo dichiara di aver ancora "fame di boxe", ma di volersi concentrare sulla carriera politica dopo l'evento.
L'ultimo capitolo della trilogia con Bradley si svolge nuovamente all'MGM Grand Garden Arena di Las Vegas, gremita da un pubblico di 14 000 appassionati. Il match si rivela più combattuto rispetto ai due precedenti, con Pacquiao che infligge due conteggi allo statunitense, uno al settimo round ed uno al nono tempo. La sua velocità superiore si farà valere per tutto il match, che termina per decisione unanime con i verdetti di 116–110 a favore del filippino. La vittoria gli vale inoltre il titolo WBO International dei pesi welter. Al termine dell'evento il dieci volte campione del mondo conferma che si tratta del suo ultimo incontro, ma l'annuncio si rivela ben presto un bluff, in quanto il 10 agosto seguente Pacquiao dichiara il suo ritorno sul ring per il 5 novembre al Thomas & Mack Center di Las Vegas come avversario del campione WBO Jessie Vargas (27-1; 10 KO), più giovane di dieci anni.

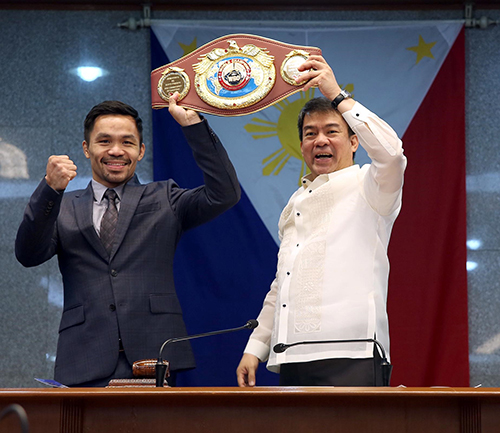
Pacquiao con il mondiale WBO vinto nel novembre 2016

Il ritorno sul ring del filippino riserva nuove soddisfazioni: partito come favorito, Pacquiao è capace di atterrare il nemico già alla seconda ripresa e imprime il proprio ritmo per tutta la durata del match, mentre Vargas è limitato a sporadici sprazzi di gara. Pacquiao si aggiudicherà la vittoria ai punti (118-109, 118-109 e 114-113) dopo dodici round e con questo risultato riconquista la corona WBO per la terza volta, oltre a divenire il primo senatore in carica a vincere un titolo mondiale di pugilato.
Dopo settimane di trattative infruttuose con il campo di Amir Khan, il 2 luglio 2017 vola a Brisbane per difendere il mondiale WBO dall'assalto dell'imbattuto pugile locale Jeff Horn (16-0-1; 11 KO). Presentatosi dinnanzi al pubblico australiano in condizioni non perfette, il filippino viene sconfitto clamorosamente per decisione unanime dei giudici (117-111, 115-113 e 115-113) al termine di dodici riprese molto combattute. I punteggi ufficiali destano tuttavia vivaci polemiche e la WBO, su richiesta dello sconfitto, decide di affidare a una sua commissione (composta da cinque membri) il compito di revisionare il verdetto; l'ex campione WBO vede respinto anche il suo ricorso: tre dei cinque giudici dichiarano Horn legittimo vincitore, uno si schiera con Pacquiao mentre l'ultimo reputa il match un pareggio.
Il 2018 è l'anno della rinascita pugilistica per Pacquiao. Nel mese di marzo il pugile interrompe la collaborazione con la Top Rank Boxing di Bob Arum, suo promotore dal 2006, e annuncia che da lì in poi i suoi incontri sarebbero stati organizzati dalla MP Promotions, polo boxistico fondato dal filippino. Più tardi termina bruscamente anche lo storico sodalizio sportivo con Freddie Roach, per via di alcuni commenti rilasciati dallo statunitense – in preparazione per la sfida contro Horn – non graditi dal filippino. Il pugile sceglie quindi come nuovo allenatore l'amico d'infanzia Buboy Fernandez, già da tempo membro del suo entourage sportivo. Annuncia quindi il nome del suo prossimo sfidante: si tratta del picchiatore argentino e campione WBA Lucas Matthysse (39-4; 36 KO), con il quale si misura il 15 luglio seguente a Kuala Lumpur. Grazie a un'ottima prestazione Pacquiao mette a referto la sua prima vittoria per interruzione in 9 anni, detronizzando l'avversario alla settima ripresa dopo averlo atterrato in tre occasioni. A fine anno il filippino ufficializza una collaborazione esclusiva tra la MP Promotions e il manager-matchmaker Al Haymon (ideatore della Premier Boxing Champions o PBC, un progetto di attività pugilistica a cui avevano aderito importanti emittenti televisive) per la gestione della sua carriera sportiva.

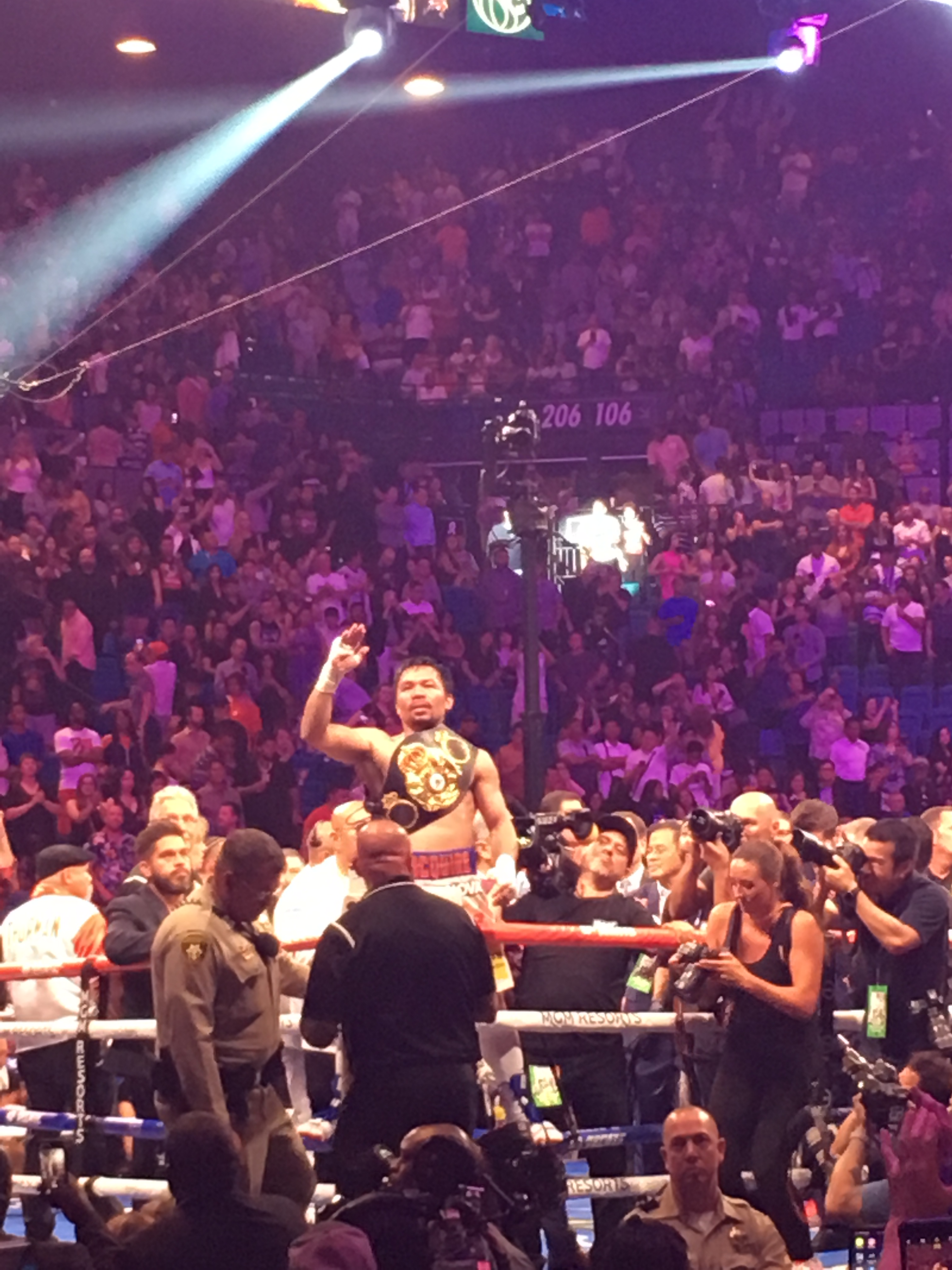
Pacquiao celebra l'unificazione del titolo WBA ai danni dello statunitense Thurman

Riallacciati i rapporti con Roach, il 19 gennaio seguente, all'età di quarant'anni, compie la sua prima difesa del mondiale WBA imponendosi di misura sullo sfidante Adrien Broner (33-3-1, 24 KO) per verdetto unanime. Il 20 luglio seguente all'MGM Grand di Las Vegas unifica la sigla WBA sconfiggendo l'imbattuto campione regolare Keith Thurman (29-0; 22 KO) via decisione non unanime: l'intenso e combattuto match di unificazione è deciso da un atterramento subito dallo statunitense alla prima ripresa ma allo stesso tempo vede l'asiatico subire il maggior numero di pugni di potenza (192) in un incontro. All'età di 40 anni e 215 giorni Pacquiao diviene così il campione del mondo più anziano nella storia dei pesi welter e il quinto in assoluto nella storia del pugilato (dopo Hopkins, Foreman, Malinga e Fitzsimmons).
Successivamente il filippino osserva un lungo periodo lontano dal ring – dovuto essenzialmente al protrarsi della pandemia di COVID-19 e impegni politici – tanto che nel gennaio 2021 (ora "campione in recesso") gli viene ritirato per inattività il mondiale WBA Super, poi assegnato al campione regolare Yordenis Ugás. Quattro mesi più tardi annuncia un incontro di unificazione per il 21 agosto seguente contro l'imbattuto trentunenne Errol Spence, detentore dei welter WBC e IBF, ma quest'ultimo è costretto a ritirarsi a circa una settimana dalla contesa per via di un inforntunio all'occhio ed è sostituito dallo stesso Ugás (26-4; 12 KO). Sul ring della T-Mobile Arena di Las Vegas il quarantaduenne filippino si arrende ai punti (115-113, 116-112, 116-112) dinnanzi all'avversario cubano e bronzo olimpico a Pechino 2008, dallo stile di combattimento inusuale e capace di sfruttare il proprio l'allungo grazie al jab sinistro e un pungente diretto destro, oltre che di neutralizzare le sporadiche combinazioni dell'asiatico.
Pur aprendo a una rivincita con Ugás nei giorni successivi al match, il 29 settembre 2021 annuncia il ritiro definitivo dalle competizioni per dedicarsi a tempo pieno alla carriera politica. Chiude così la sua carriera con un record di 62 vittorie, 8 sconfitte e 2 pareggi.

### Pallacanestro
Pacquiao è un membro onorario dei Boston Celtics, squadra militante nella NBA. Tale riconoscimento gli è stato conferito attraverso una breve cerimonia e Pacquiao è stato presentato assieme ad una replica di una canotta bianca e verde riportante il suo nome e il numero 1. Come ringraziamento, il 10 marzo 2010, Pacquiao ha consegnato a ciascun giocatore dei Celtics un paio di guantoni rossi autografati, presenti in seguito nei loro spogliatoi prima di una partita con i Memphis Grizzlies.
Grande appassionato di pallacanestro, Pacquiao annuncia il 17 aprile 2014 le sue intenzioni di prendere parte alla Philippine Basketball Association come allenatore-giocatore dei Kia Carnival, una nuova franchigia di espansione per la stagione 2014–15. Tuttavia pur passando i requisiti per ricoprire la carica di l'allenatore, il commissario della lega Chito Salud annuncia che per poter fare anche il giocatore Pacquiao dovrà partecipare al draft annuale della PBA. Pacquiao è solito praticare cross-training per tenersi in forma. In precedenza aveva giocato in una lega semi-professionistica, la Liga Pilipinas, per gli MP-Gensan Warriors, un team di sua proprietà. Fa il suo debutto nella lega minore il 16 gennaio 2009. L'annuncio di Pacquiao viene criticato, soprattutto dai netizen secondo i quali era difficile praticare allo stesso tempo pallacanestro e pugilato. Pacquiao difende la propria scelta chiedendo ai critici di «aspettare prima di giudicarlo» e affermando di «essere abituato a nuove sfide e a ribaltare i pronostici, soprattutto nelle circostanze che lo danno sempre come sfavorito».
Il 9 luglio 2014 Pacquiao presenta la sua domanda di applicazione per poter partecipare al draft PBA 2014. Il suo campo chiede inoltre agli ufficiali di rispettare la sua richiesta di non essere chiamato da alcuna squadra sino al turno dei Kia Sorento.
Come da sua richiesta, viene infine selezionato come undicesima scelta assoluta dai Kia Sorento, diventando il giocatore più anziano della Philippine Basketball Association nonché il più basso della lega a 169 cm di altezza. Sceglie di indossare il numero 17. Compie il suo esordio il 19 ottobre 2014 nella prima giornata di campionato contro i Blackwater Elite, giocando alcuni minuti dell'ultimo quarto di gioco. Durante questo periodo Pacquiao alterna le apparizioni nella massima competizione cestistica locale con gli allenamenti in vista dell'incontro di pugilato con Chris Algieri. Ciò viene criticato anche da alcuni analisti, il cui timore è quello che Pacquiao si dedichi sempre meno alla palestra e perda la sua concentrazione in vista del match, in seguito vinto dal pugile filippino.
Il 18 febbraio 2015, alla sua terza partita da professionista, Pacquiao entra in campo contro i Purefoods Star Hotshots, giocando 5 minuti e mettendo a segno il suo primo punto della lega, su tiro libero. Nel corso della medesima partita, la presenza nella lega di Pacquiao viene criticata dall'ex giocatore della NBA Daniel Orton (militante negli Hotshots per una conferenza) il quale commenta: «Pugile professionista, sì, professionista del basket no. È uno scherzo». In seguito a tali affermazioni giudicate "offensive" e "non tollerabili" dal commissario della lega Chito Salud, Orton viene multato con una somma di 250.000 pesos e infine tagliato dagli Hotshots. Il 25 febbraio Pacquiao gioca uno spezzone di partita contro i Talk 'N Text Tropang Texters e alla fine del mese vola negli Stati Uniti per iniziare gli allenamenti per l'incontro con lo statunitense Floyd Mayweather.
Pacquiao possiede inoltre una squadra della PBA Developmental League o PBA D-League (la lega professionistica di pallacanestro di sviluppo della PBA), gli MP Hotel Warriors, franchigia che ha fatto il suo debutto nella stagione 2014-2015.
Dopo aver ottenuto discrete prestazioni nel corso della prima stagione in PBA, nel giugno 2015 i KIA Carnival cambiano nuovamente nome, questa volta in Mahindra Enforcers.
Il 25 ottobre, nella prima partita stagionale dei Mahindra contro i Rain or Shine Elasto Painters, entra in campo per sei minuti, realizzando il suo primo canestro della carriera. A distanza di nove mesi dall'ultima partita, il 3 agosto torna in campo coi Mahindra per tre minuti di gioco, nella vittoria per 95–101 contro gli Alaska Aces: in tal modo diventa il primo senatore in carica a giocare nella PBA. Il 21 agosto, in una vittoria per 88-97 contro i Blackwater Elite, realizza la prima tripla in carriera. Al termine della stagione 2016-17 la franchigia decide di non rinnovargli il contratto, ponendo fine alla sua permanenza sia come giocatore che come allenatore.
Dopo la sua breve esperienza con la PBA, nel 2017 fonda la Maharlika Pilipinas Basketball League, lega semi-professionale e regionale di pallacanestro.

### Politica

#### La candidatura alla Camera dei Rappresentanti nel 2007
La carriera politica di Pacquiao comincia ufficialmente nel 2007. Il 12 febbraio 2007 annuncia l'intenzione di partecipare alle elezioni del 2007, nel tentativo di conquistare un seggio nel Parlamento filippino e candidandosi nella sua provincia di provenienza, il South Cotabato. Si presenta come membro del Partito Liberale delle Filippine sotto la fazione del sindaco di Manila Lito Atienza, un noto collaboratore del Presidente Gloria Macapagal-Arroyo. Pacquiao, anch'egli noto come sostenitore di Arroyo, dichiara di essere stato convinto a candidarsi dagli ufficiali locali della città di General Santos, che vedevano in lui un "ponte" tra gli interessi del municipio e quelli del governo nazionale. Tuttavia, in seguito alla squalifica delle candidature del Partito Nazionalista sotto la fazione di Atienza (emanata dalla Corte Suprema filippina), Pacquiao decide di presentarsi come candidato del Kabalikat ng Malayang Pilipino (o KAMPI), un partito politico sostenitore di Arroyo. Nelle elezioni Pacquiao viene infine sconfitto dal deputato in carica Darlene Antonino-Custodio della Coalizione Popolare Nazionalista, che dopo la vittoria afferma: «Più di ogni altra cosa, secondo me, la gente non era pronta a perderlo come loro icona del pugilato».
Il 21 novembre 2009 Pacquiao annuncia nuovamente l'intenzione di candidarsi alle elezioni parlamentari del 2010 per un seggio nella Camera dei Rappresentanti, questa volta come deputato della provincia di Sarangani, città natale di sua moglie Jinkee. Fonda così un nuovo partito, il People's Champ Movement, ma decide poi di presentarsi sotto le insegne del Partito Nazionalista delle Filippine guidato da Manny Villar. Villar dichiara che erano già stati presi accordi per formare una coalizione fra il People's Champ Movement e il Partito Nazionalista in vista delle elezioni del 2010 a Sarangani.

#### La candidatura e l'elezione alla Camera dei Rappresentanti nel 2010
Tre anni dopo la sconfitta subita da Darlene Antonino-Custodio, il 13 maggio 2010 Pacquiao viene ufficialmente dichiarato membro del Congresso nella provincia di Sarangani. Nell'occasione sconfigge con un ampio margine il più quotato Roy Chiongbian (membro di un clan al potere nella città da oltre 30 anni), ottenendo 120,052 voti, rispetto ai 60,899 raccolti dall'avversario.

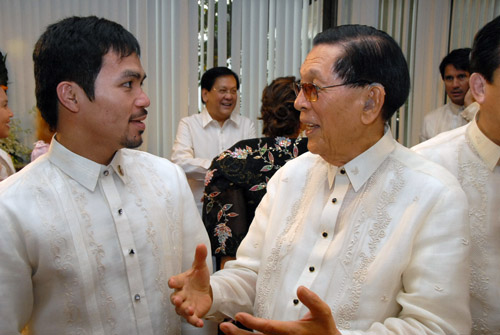
Pacquiao ed il Presidente del Senato Juan Ponce Enrile nel 2010

Il 28 giugno 2010, nella municipalità di Alabel, Pacquiao presta giuramento e diviene ufficialmente deputato del Congresso filippino, in seguito ad una cerimonia di insediamento presidiata dal giudice della Corte Suprema filippina, Antonio Carpio. Successivamente annuncia il proprio trasferimento dal Partito Nazionalista al Partito Liberale delle Filippine del neo-Presidente eletto Benigno Aquino III, motivando la scelta alla possibilità di rilanciare un maggior numero di progetti per la propria provincia.
Successivamente Pacquiao cambia nuovamente partito, trasferendosi questa volta al Partito Democratico Filippino-Lakas ng Bayan (PDP-Laban) guidato dal vice Presidente Jejomar Binay. Presta giuramento il 16 aprile 2012 di fronte al presidente del partito e senatore Aquilino Pimentel III e al segretario-generale Joey de Venecia in preparazione delle imminenti elezioni del 2013. Nelle elezioni locali di Sarangani, Pacquiao viene nuovamente eletto senza avversari per il suo secondo mandato come deputato. Sua moglie Jinkee, inoltre, viene eletta come Vice Governatore della medesima città, mentre suo fratello minore Rogelio viene sconfitto dal parlamentare Pedro Acharon per un seggio nel Parlamento filippino come rappresentante del distretto di South Cotabato.
Nel maggio 2012, durante un'intervista con il quotidiano National Conservative Examiner, si dichiara contrario all'apertura del Presidente degli Stati Uniti d'America Barack Obama sulla legalizzazione dei matrimoni omosessuali, affermando che "Dio si aspettava solamente l'unione di un uomo con una donna".

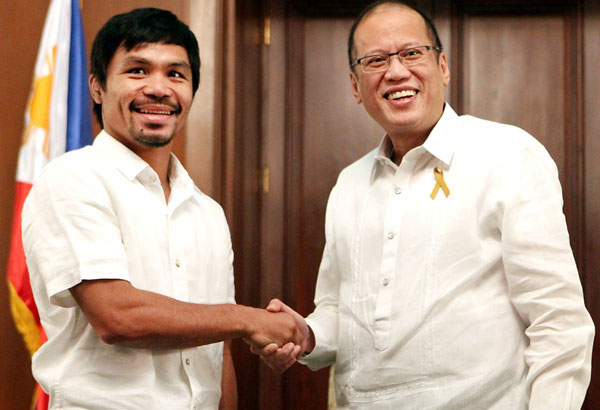
Manny Pacquiao ed il Presidente delle Filippine Benigno Aquino III nel 2013

Termina il 2014 con quattro presenze alla Camera, che lo rendono il rappresentante con il più elevato tasso di assenteismo. Ciò porta alcuni suoi colleghi nella Camera a chiamare per le sue dimissioni. In riferimento ai conseguimenti di Pacquiao in ambito politico, il professore e analista politico Prospero de Vera dichiara su di lui: «(Pacquiao) ha un problema nel capire cosa significhi essere un Rappresentante. [...] Quello che preoccupa è il fatto che non sembri neanche infastidito da ciò».
Dopo aver espresso diverse volte il suo desiderio di ambire a posizioni più elevate sin dalla sua elezione alla Camera dei rappresentanti, prima dell'incontro con Floyd Mayweather Jr. del maggio 2015 Pacquiao rivela le sue intenzioni di candidarsi alla presidenza del paese in prospettiva futura. Le sue dichiarazioni, tuttavia, vengono criticate da diversi analisti e politici, che mettono in questione la sua produttività come deputato, nonché la sua capacità di guidare un paese nella "morsa della corruzione e nelle mani di famiglie potenti ed influenti". Il rappresentante di Sarangani viene infatti discreditato dagli oppositori per aver "preparato il terreno alla propria dinastia politica" e per la sua amicizia con Chavit Singson, un noto Governatore della provincia di Ilocos Sur affine al gioco d'azzardo illegale e coinvolto in diversi casi di corruzione.
Il 5 ottobre 2015 annuncia l'intenzione di candidarsi per il Senato nelle elezioni di maggio 2016.

#### La candidatura e l'elezione al Senato nel 2016

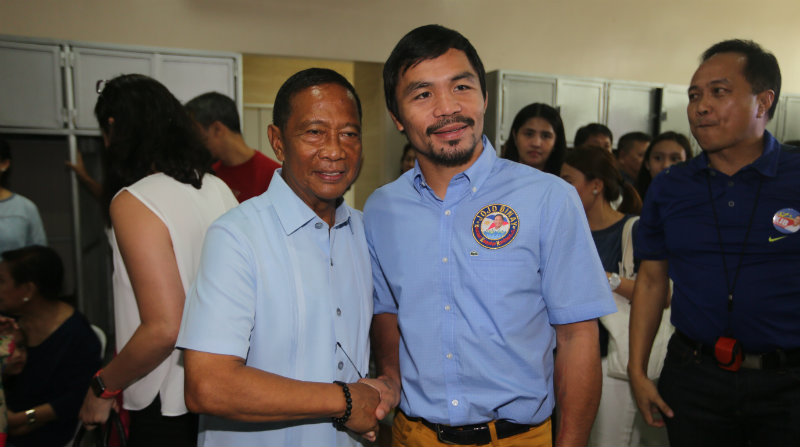
Pacquiao a fianco del Vicepresidente Jejomar Binay

Come da previsione, il 16 ottobre 2015, ultimo giorno disponibile per la registrazione, presenta ufficialmente il proprio certificato di candidatura al Senato per le elezioni del 2016. La corsa al Senato di Pacquiao viene sostenuta dall'Alleanza Nazionalista Unita (UNA), partito del vicepresidente Binay che nel frattempo di era candidato a Presidente, così come dal People's Reform Party della Senatrice Miriam Defensor-Santiago. Il pugile imposta la sua campagna elettorale su una piattaforma cristiana conservatrice: in particolare, le sue dichiarazioni omofobe rivolte alla comunità LGBT (citando la Bibbia, in un'intervista con l'emittente TV5 aveva affermato che «Gli animali sono migliori perché sanno distinguere un maschio da una femmina. Se gli uomini vanno con gli uomini e le donne vanno con le donne, allora sono peggio degli animali») suscitano aspre polemiche – soprattutto da parte di noti esponenti locali del gruppo come il comico Vice Ganda e la cantante Aiza Seguerra. Pur sottolineando la sua opposizione ai matrimoni omosessuali, successivamente Pacquiao porge le sue scuse, pubblicando sul social network Instagram un video in cui chiedeva scusa alle persone che aveva offeso con le sue dichiarazioni.
Il 22 febbraio 2016, il membro del Partito Comunista delle Filippine Walden Bello, anch'egli candidatosi Senatore, presenta alla Commissione per le Elezioni (COMELEC) una petizione per impedire lo svolgimento dell'imminente match di Pacquiao contro Timothy Bradley, evento previsto per il 9 aprile, nel periodo di campagna elettorale nelle Filippine. Nella stessa circostanza Bello aveva affermato che il match avrebbe fornito al pugile una sorta di pubblicità nella sfida politica e che il proseguimento dell'evento avrebbe violato la par condicio, criterio che per legge dovrebbe essere garantito paritariamente ad ogni candidato.
Nonostante le suddette controversie, il 19 maggio Pacquiao viene eletto nel Senato, dopo essersi classificato settimo con oltre sedici milioni di voti. Il suo posto come rappresentante congressuale di Sarangani viene invece preso dal fratello Roel. Immediatamente dopo la sua elezione, Pacquiao dichiara di voler spingere ad un maggiore supporto nei confronti degli atleti filippini e di essere favorevole alla pena di morte, proposta dal neo Presidente e amico Rodrigo Duterte.
Poco dopo essere divenuto senatore, Pacquiao passa nuovamente al PDP-Laban, partito al quale era già stato affiliato dal 2012 al 2014. A luglio, a soli tre mesi dal ritiro come pugile, afferma di voler tornare sul ring a fine anno, specificando di voler organizzare il suo prossimo match in un periodo in cui i lavori del Senato sarebbero stati fermi poiché la sua priorità era il lavoro legislativo. Egli motiva la sua decisione con queste parole:
Nel Senato, Pacquiao riceve l'incarico di presidiare il Comitato sportivo e quello delle opere pubbliche. Il 19 settembre Pacquiao ricopre un ruolo fondamentale nella rimozione di Leila de Lima come Presidente della commissione di giustizia e diritti umani nel Senato. Quest'ultima era stata accusata da Alan Peter Cayetano di aver gestito in maniera non uniforme le investigazioni della camera alta sulla campagna antidroga del presidente Duterte.
Nel dicembre 2020 assume la presidenza del PDP-Laban, dovendo poi fronteggiare attriti interni – in particolare quelli con la fazione del ministro Alfonso Cusi, contraria al gruppo riformista capeggiato dal senatore – e disaccordi con il governo Duterte. Il gabinetto presidenziale è infatti oggetto di aspre critiche da parte di Pacquiao e accusato di corruzione: spiccano su tutte quelle rivolte al ministero della salute presieduto da Francisco Duque III, reo di aver gestito in malomodo la pandemia di COVID-19 nonostante l'ampio budget a disposizione.
Il 19 settembre 2021 annuncia la sua candidatura alle elezioni presidenziali del 2022, ufficializzata durante la convenzione nazionale del PDP-Laban.

#### Negli Stati Uniti
Pacquiao ha fatto da endorser anche al di fuori delle Filippine, soprattutto negli Stati Uniti. Nel novembre 2010 ha pubblicizzato le candidature del Senatore del Nevada Harry Reid e del Governatore della California Jerry Brown. Pacquiao ha inoltre sostenuto la candidatura del Repubblicano Duke Aiona come Governatore delle Hawaii nel 2014.

### Cinema e televisione
Pacquiao inizia la sua carriera da attore facendo da comparsa in alcuni film locali e partecipando come guest star a diversi show della ABS-CBN.
Ottiene il suo primo ruolo da protagonista nel film Lisensyadong Kamao del 2005, prodotto dalla Violett Films e diretto da Tony Bernal.In seguito alla scadenza del suo contratto con la ABS-CBN, Pacquiao si trasferisce da GMA Network nel settembre 2007. Il 17 dicembre 2007 gira il primo episodio del programma infotainment Pinoy Records. Negli anni successivi prende parte alla serie Totoy Bato e alla sitcom Show Me Da Manny, in cui è protagonista e dove partecipa anche sua madre Dionesia.
Nel 2008 Pacquiao partecipa al film Anak ng Kumander (Figlio del Comandante) assieme ad Ara Mina e Valerie Concepcion. Il film non ottiene però grande successo ed è stroncato dalla critica. L'anno seguente è protagonista nel film Wapakman uscito nei cinema il 25 dicembre 2009. Questo prende parte al Metro Manila Film Festival del 2009, ma come i film precedenti non riscuote commercialmente il successo desiderato.
Il 3 novembre 2009, una settimana prima dell'incontro con Miguel Cotto, Pacquiao è ospite per la prima volta del programma televisivo statunitense Jimmy Kimmel Live!, condotto da Jimmy Kimmel. Nel corso degli anni successivi, prima di ogni incontro, Pacquiao si ripresenta più volte come ospite dello show serale.
Nel 2011 compie un'apparizione speciale nella serie televisiva statunitense Tosh.0, dove si ritrova in un match opposto al protagonista Daniel Tosh e lo sconfigge con un solo pugno.

### Musica
Oltre allo sport, alla politica e al cinema, Pacquiao ha intrapreso anche una carriera da cantante. Al di fuori del ring, dopo i suoi incontri Pacquiao è noto esibirsi in pubblico come cantante.
Appassionato di musica, ha pubblicato il suo primo album nel 2006, intitolato Laban Nating Lahat Ito e divenuto disco di platino nelle Filippine. Molte delle sue canzoni sono state scritte dal compositore Lito Camo.

#### Discografia

##### Album in studio
- 2006 – Laban Nating Lahat Ito
- 2007 – Pac-Man Punch

##### EP
- 2015 – Lalaban Ako Para Sa Pilipino

## Rivalità pugilistiche

### Con Érik Morales
La prima, importante rivalità di Pacquiao è contro il più esperto Érik Morales, che a sorpresa si impone sul filippino nel loro primo incontro del 2005. Pur nella sconfitta, la sua convincente prestazione gli vale la rivincita agli inizi del 2006 e un terzo e ultimo match sul finire dell'anno.

### Con Juan Manuel Márquez
Tra Manny Pacquiao e Juan Manuel Márquez è sussistita per lungo tempo una rivalità fra le più accese della storia del pugilato, sebbene vada ricordato che alla forte rivalità sportiva è sempre corrisposta una grande stima reciproca. Anche per via del livello di spettacolo offerto dai loro 4 memorabili incontri, la rivalità Pacquiao-Márquez è sicuramente un tassello fondamentale della carriera di entrambi gli atleti.

### Con Timothy Bradley
Pacquiao ha avuto anche una rivalità con lo statunitense Timothy Bradley. I due si sono affrontati tre volte, con un bilancio di 2-1 in favore del pugile asiatico. Il primo incontro si è tenuto nel 2012 e ha segnato la caduta dal vertice della classifica pound for pound del filippino.

## Sponsor ed equipaggiamento

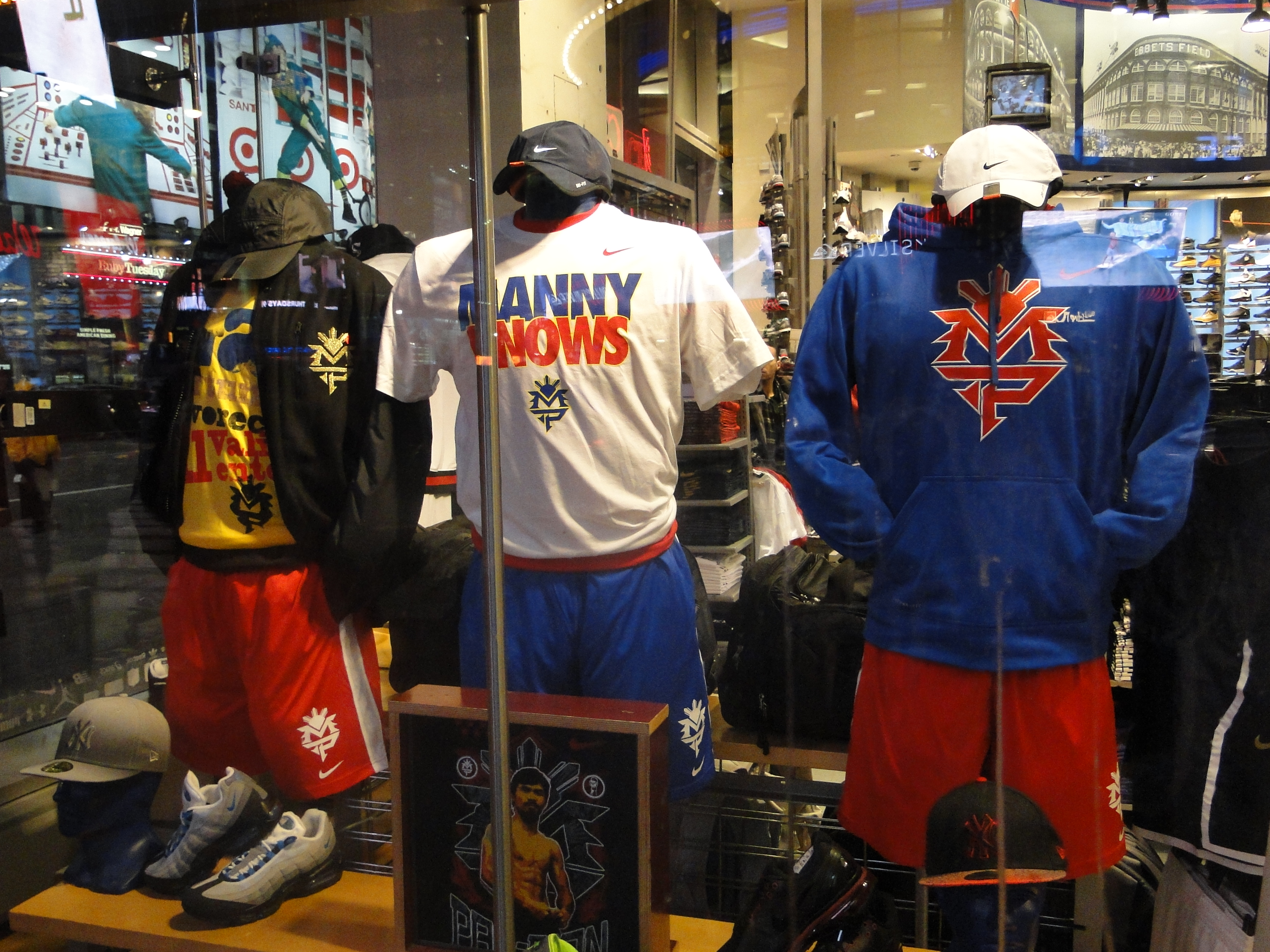
L’azienda di abbigliamento sportivo Nike ha creato una linea di abbigliamento sportivo dedicata al pugile, caratterizzata dal logo "MP" affiancato al simbolo della casa produttrice. Pacquiao ha collaborato con l'azienda per un decennio, dal 2006 al 2016

Pacquiao si è affidato a lungo a Nike come sponsor tecnico, sia per l'abbigliamento sia per le scarpe. La loro collaborazione è iniziata nel 2006, anno della ribalta internazionale del pugile filippino. Il rapporto con l'azienda americana ha permesso di realizzare un logo con le lettere "MP" accostate, posto sugli abiti che il pugile indossa unitamente al simbolo della casa produttrice. Ha prestato il suo volto per la campagna "Fast Forward" dell'azienda, che comprendeva anche altre personalità come Tiger Woods, Kobe Bryant, Marija Šarapova, Roger Federer, Cristiano Ronaldo e Liu Xiang. Nel 2012 il gruppo Gay Marriage USA ha lanciato una petizione online per richiedere l'interruzione del legame fra la Nike e Pacquiao, dopo che quest'ultimo aveva esternato la sua opposizione ai matrimoni omosessuali. Tuttavia la multinazionale non ha preso alcun provvedimento. Il contratto con la Nike è stato eventualmente rescisso dall'azienda nel febbraio 2016, a seguito di alcuni commenti del pugile rivolti questa volta contro la comunità LGBT, che il colosso dell'abbigliamento sportivo ha definito come "ripugnanti". Nel novembre 2016 Pacquiao sigla un accordo con l'azienda sportiva cinese Anta Sports.

## Pacquiao nella cultura di massa
Considerato il più grande sportivo nella storia filippina, Pacquiao si è distinto anche per il suo impatto mediatico fuori dal ring.
Data la sua popolarità, numerosi settori del business si sono altresì affidati a Pacquiao per la promozione, principalmente televisiva, dei loro prodotti. Tra questi vi sono detergenti, medicine, alimenti, bevande, abbigliamenti e anche spot elettorali per aiutare altri politici in vista delle elezioni politiche nelle Filippine.